# Burrow Head
Burrow Head är en udde i Storbritannien.   Den ligger i riksdelen Skottland, i den centrala delen av landet, 400 km nordväst om huvudstaden London.
Terrängen inåt land är platt. Havet är nära Burrow Head åt sydost.  Närmaste större samhälle är Whithorn, 7,4 km norr om Burrow Head. 